# Ted Shackelford

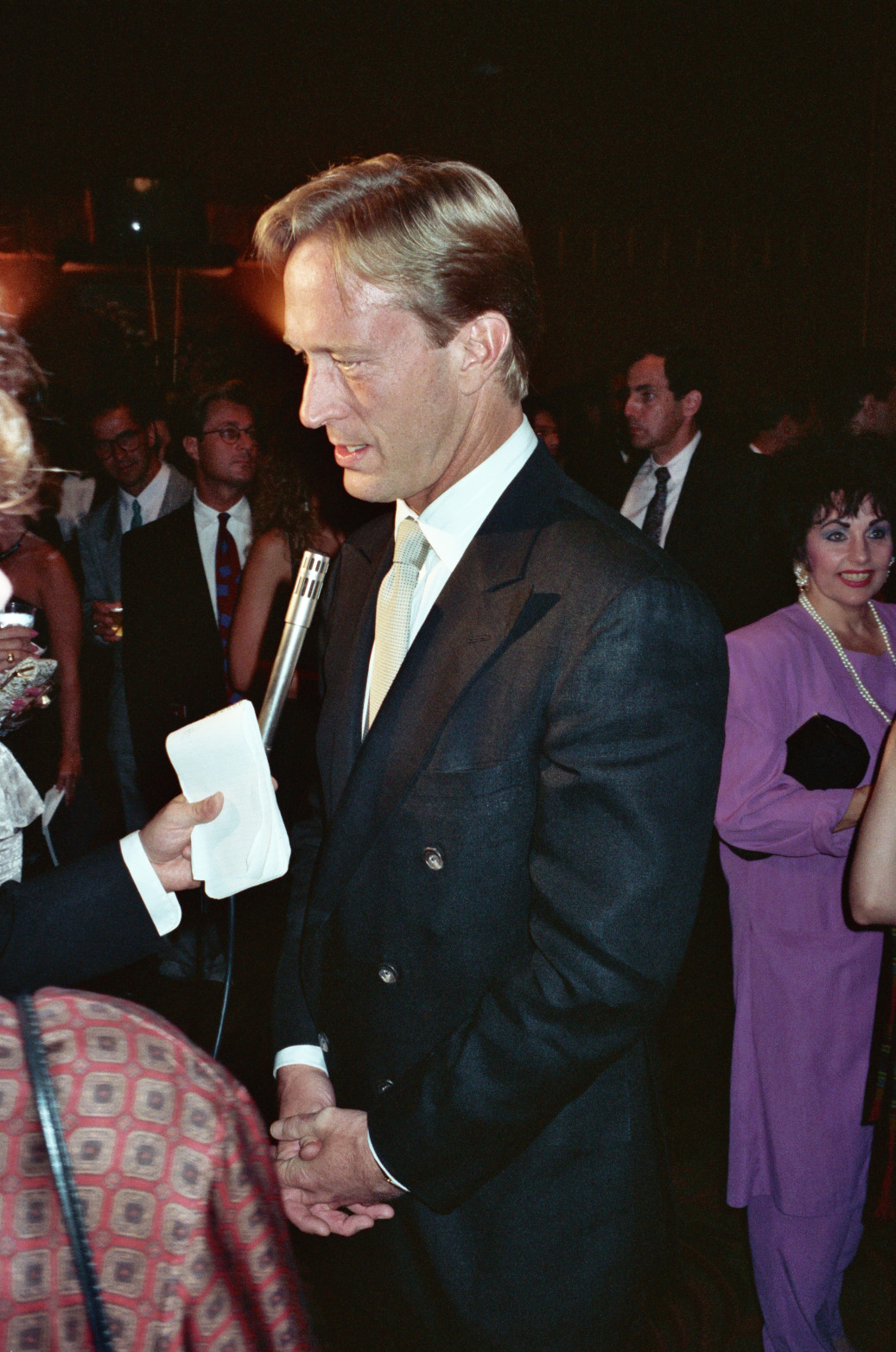
Ted Shakelford (1990)

Theodore Tillman Shackelford III (* 23. Juni 1946 in Oklahoma City, Oklahoma) ist ein US-amerikanischer Schauspieler.

## Leben und Wirken

### Herkunft und Anfänge
Als ältester Sohn von insgesamt fünf Geschwistern verbrachte Ted Shackelford einen Teil seiner Kindheit in Tulsa. Später musste die Familie nach Long Island umziehen, da sein Vater dort beim Militär stationiert war. Nach einem erneuten Umzug nach New York kam der junge Ted erstmals mit der Welt des Showbusiness und des Theaters in Berührung und entschloss sich, Schauspielerei zu studieren.
Shackelford zog wenig später nach Denver, Colorado, und studierte dort an der University of Denver. Während des Studiums wirkte er in Theater-Produktionen wie Night Of The Iguna, Sunday In New York oder My Three Angels mit. Nach dem Studium wieder zurück in New York nahm Shackelford, um sich seine finanzielle Unabhängigkeit zu bewahren, einen Job als Nachtportier an.

### Schauspielkarriere
Im Jahr 1975 bot man ihm schließlich eine Fernsehrolle in der Seifenoper Another World an. Seiner zweijährigen Mitwirkung bei Another World folgten 1978 Fernsehrollen in den Dramen The Defection of Simas Kudirka, The Jordan Chance und in 1979 in Ebony, Ivory and Jade sowie Gastrollen in den Fernsehserien Big Hawaii und Wonder Woman. In letztgenannter Serie war er neben Joan Van Ark zu sehen, die ihm zu einem Engagement in der berühmten Seifenoper Dallas verhalf. Dort war Shackelford fortan als Gary Ewing, das „schwarze Schaf“ des versnobten Ewing-Clans, zu sehen und ersetzte David Ackroyd, der ursprünglich für die Rolle vorgesehen war, diese aber nur in zwei Folgen darstellte.
Der eigentliche Durchbruch gelang Shackelford mit der Serie Unter der Sonne Kaliforniens (Knots Landing), dem Spin-off von Dallas. Hier war er neben seiner Filmpartnerin Joan Van Ark in einer Hauptrolle zu sehen und spielte 13 Jahre mit großem Erfolg die Rolle des Gary Ewing, der sich stets auf einem schmalen Grat zwischen Alkoholismus, Labilität, Machotum und Sensibilität bewegte. Seine Interpretation dieser Rolle brachte ihm im Jahr 1986 eine Nominierung für den Publikumspreis Soap Opera Digest Awards als beliebtester Hauptdarsteller in einer Prime-Time-Serie ein.
In der Zwischenzeit war Shackelford immer wieder in diversen Fernsehfilmen und in kleineren Kinofilmen zu sehen. Bevorzugt spielte er darin körperbetonte Rollen, so als rettender Held und teilweise mit nacktem Oberkörper, u. a. in Summer Fantasy und in Boone – ein Schurke unter Schurken. Seine „dunkle Seite“ brachte er in Die Bestie von nebenan und in Rescue Me zum Ausdruck. In den 1990er-Jahren widmete sich Shackelford TV-Familiendramen, war in der Science-Fiction-Serie Space Cops – Tatort Demeter City zu sehen und spielte zuletzt in dem Thriller Officer Down – Dirty Copland und in der Knots Landing-Reunion Together Again.
Von 2006 bis 2015 stand Shackelford für die Soap Schatten der Leidenschaft (The Young and the Restless) vor der Kamera, wo er die wiederkehrende Rolle des Staatsanwalts William Bardwell spielte.

### Privates
Seit dem 5. Oktober 1991 ist Shackelford mit der Dänin Annette Wolfe verheiratet. Zuvor war er mit seiner Schauspielkollegin Teri Austin aus Knots Landing liiert und in erster Ehe (1976–1987) mit Janis Leverenz verheiratet.

## Deutsche Synchronsprecher
Ted Shackelford hat im deutschsprachigen Raum keinen Standardsprecher und wurde unter anderem von Klaus Kindler, Manfred Lehmann, Bodo Wolf, Klaus-Dieter Klebsch, Randolf Kronberg, Lutz Mackensy und Christoph Jablonka synchronisiert.

## Filmografie (Auswahl)
- 1975–1977: Another World (Fernsehserie)
- 1977: Big Hawaii (Fernsehserie, 1 Folge)
- 1978: Wonder Woman (Fernsehserie, 2 Folgen)
- 1979: Detektiv Rockford – Anruf genügt (Fernsehserie, 1 Folge)
- 1979–1991: Dallas (Fernsehserie, 9 Folgen)
- 1979–1993: Unter der Sonne Kaliforniens (Knots Landing)
- 1984: Hotel (Fernsehserie, 2 Folgen)
- 1990: Open House (Fernsehserie, 1 Folge)
- 1994–1995: Space Cops – Tatort Demeter City (Fernsehserie)
- 1997: Knots Landing – Together Again
- 2000: Practice – Die Anwälte (Fernsehserie, 1 Folge)
- 2002: Air Panic (Panic)
- 2005: Crossing Jordan – Pathologin mit Profil (Fernsehserie, 1 Folge)
- 2006–2015: Schatten der Leidenschaft (Fernsehserie, 385 Folgen)
- 2013: Dallas (Fernsehserie, 3 Folgen)
- 2017: Navy CIS (Fernsehserie, 1 Folge)